# Louise Eklund
Louise Eleonor Eklund (tidigare Bergström), född 3 juni 1979 i Lilla Beddinge församling i Malmöhus län, är en svensk politiker (liberal). Hon är ordinarie riksdagsledamot sedan 2022, invald för Malmö kommuns valkrets.
I riksdagen är hon ledamot i näringsutskottet sedan 2022 och suppleant i trafikutskottet.